# Askersunds kommun
58°53′N 14°54′Ø / 58.883°N 14.900°Ø
Askersund kommune er en kommune beliggende ved den nordligste spids af søen Vättern i det svenske län Örebro län i landskapet Närke. Kommunens administrationsby er byen Askersund.

## Byer
Askersund kommune har 7 byer
indbyggere pr. 31. december 2005.
| #  | By          | Indbyggere |
| -- | ----------- | ---------- |
| 1. | Askersund   | 3.937      |
| 2. | Åsbro       | 1.145      |
| 3. | Åmmeberg    | 654        |
| 4. | Zinkgruvan  | 383        |
| 5. | Olshammar   | 314        |
| 6. | Rönneshytta | 291        |
| 7. | Hammar      | 289        |

## Eksterne kilder og henvisninger
- ”Kommunarealer den 1. januar 2012” (Excel). Statistiska centralbyrån.